# Salach Tarif

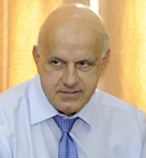
Salach Tarif

Salach Tarif (arabisch صالح طريف; hebräisch סאלח טריף aber auch  צאלח טריף‎; * 9. Februar 1954 in Dschulis) ist ein ehemaliger israelischer Politiker.

## Beschreibung
Tarif ist ein israelischer Druse und wurde in Dschulis (arabisch جولس, hebräisch ג'וּלִס) geboren, einem drusischen Dorf im nördlichen Israel. Er war bei der IDF als Fallschirmjäger und Panzerfahrer tätig. Tarif war Knessetabgeordneter von 1992 bis 2006 (12. bis 16. Legislaturperiode); 1992 bis 1999 für die Awoda, 1999 bis 2001 für Jisra’el Achat, 2001 bis 2003 für die Awoda, 2005 bis 2006 für die Awoda. Als er zum Minister ohne Geschäftsbereich durch Ariel Sharon im Jahre 2001 ernannt wurde, war er der erste nichtjüdische israelische Regierungsminister.